# Gerhard Marschütz
Gerhard Marschütz (* 1956 in Wien) ist ein österreichischer römisch-katholischer Theologe, Soziologe und außerordentlicher Universitätsprofessor an der Universität Wien.
Marschütz studierte katholische Theologie in Wien und Tübingen (Magister 1981) und war danach im Bereich Schulwesen der Erzdiözese Wien sowie als Pastoralassistent und Sekretär bei Weihbischof Helmut Krätzl tätig. 1989 wechselte er als Universitätsassistent an die Universität Wien, Katholisch-Theologische Fakultät, Institut für Moraltheologie und promovierte 1991 mit der Dissertation Die verlorene Ehrfurcht zum Dr. theol. Für die Katholische Aktion Wien war er mit seiner Frau Maria lange in der Ehevorbereitung tätig.
Nach der Habilitation 1999 über Familie humanökologisch. Theologisch-ethische Perspektiven wurde er außerordentlicher Universitätsprofessor an der Universität Wien.
Seine Hauptarbeitsgebiete sind Ehe- und Familienforschung, Geschlechterforschung, ethische Probleme am Beginn menschlichen Lebens und Tierethik.